# 盆尧乡
盆尧乡，是中国河南省驻马店市西平县下辖的一个乡镇级行政单位。

## 行政区划
盆尧乡共辖以下地区：
盆西村、盆东村、徐杨村、叶寨村、于营村、陈庄村、张渡口村、莲花池村、大赵村、洪港村、叶李村、陈老庄村、张老庄村、罗阁村。